# Mikulás

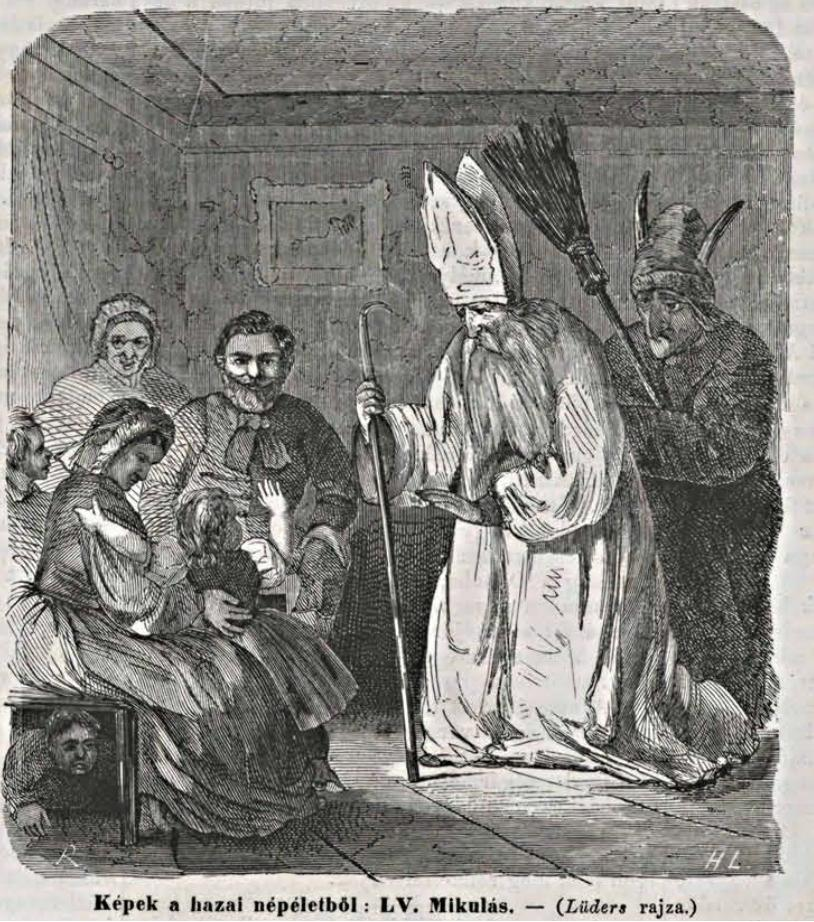
Una ilustración de Mikulás y Krampusz de 1865

Mikulás (o Szent Miklós) es un personaje legendario, que es la versión húngara de San Nicolás y una figura parecida a Papá Noel. En muchos lugares, Mikulás se está confundiendo cada vez más con Santa Claus. Sin embargo, la tradición cuenta que Mikulás llega para celebrar su día, que es el 6 de diciembre (mientras que algunos países lo celebran un día antes, el 5 de diciembre) y se marcha antes de que llegue la Navidad. La tradición no solo es conocida en Hungría, sino también es popular en: Rumania (Moș Nicolae), Eslovenia (Miklavž), República Checa, Eslovaquia (también como Mikuláš), Croacia (Sv. Nikola) y Polonia (Mikołaj).

## Tradición
En la víspera del 6 de diciembre, los niños tradicionalmente dejan una bota navideña en la alféizar de la ventana, esperando que Mikulás la llene de frutas, caramelos, frutos secos, chocolatinas y ocasionalmente algún pequeño juguete.
A diferencia que Papá Noel, la Sra. Mikulás no existe en Hungría. En la República Checa, Eslovenia y Eslovaquia, Mikulás a menudo viene con dos asistentes: un ángel que distribuye regalos a los niños buenos y un Krampusz , un elfo (en algunas versiones un diablo), que castiga a los niños malos. 
Ellos llegan a los hogares el 6 de diciembre donde viven los niños pequeños y les hacen regalos. Mientras que a los niños "buenos" se les dan frutas, dulces y juguetes, los niños "malos" no pueden esperar más que madera, varios trozos de carbón, cebollas o papas crudas que Krampusz dejó como una advertencia de que el próximo año solo pueden obtener más de estos. Sin embargo, dado que nadie es considerado bueno ni malo, la mayoría de los niños reciben dulces. 

## Virgács
Las virgács son un manojo de varas que se asemejan a una pequeña escoba, hechas con ramas de un arbusto o sauce, unidas mediante algún tipo de lazo y en ocasiones pintadas de color dorado. Se venden en las calles de Hungría antes de la llegada de Mikulás.